# Revista de bordo
Uma revista de bordo é uma publicação geralmente mensal e de distribuição gratuita editada por uma companhia aérea e posta a disposição de passageiros nos aviões dessa empresa.
Revistas de bordo geralmente contêm informação sobre a linha aérea, especialmente a frota e as rotas, assim como informação de utilidade pública. O grosso da revista é composto de artigos de leitura fácil, geralmente sobre localidades, lugares de interesse e cultura - festivais, acontecimentos e outras actividades do interesse de viajantes.

## História e evolução
A primeira revista de bordo foi a da Pan American World Airways, mas a mais antiga em existência é a Holland Herald, da KLM], publicada a partir de Janeiro de 1966.
O mercado de revistas de bordo tem crescido nos últimos anos,  e actualmente existem mais de 150 revistas de bordo.
Com o surgimento da tecnologia digital, as compainhas aereas comecaram a distribuir a revista em formato digital para leitura em tablets, ou pela internet.
A revista de bordo da TAP é chamada de 'UP' e está disponível a bordo, na internet, sítio totalmente adaptável (compatível com computadores, smartphones e tablets) e como um aplicativo gratuito para iPad.
Algumas revistas de bordo
- Austral - Linhas Aéreas de Angola (TAAG)
- Flamingo - Linhas Aéreas de Moçambique (LAM)
- Ícaro - Varig
- Ulisse - Alitalia
- UP - TAP